# Adorazione dei Magi di Città della Pieve
L'Adorazione dei Magi di Città della Pieve è un affresco (650x700 cm) di Pietro Perugino, databile al 1504 e conservato nell'Oratorio di Santa Maria dei Bianchi a Città della Pieve.

## Storia e descrizione
L'opera venne eseguita ricorrendo a schemi già consolidati, con una grande architettura, in questo caso la capanna, che inquadra le figure principali facendo da tramite con lo sfondo, un dolcissimo paesaggio di colline digradanti punteggiate da alberelli frondosi. Fa da perno alla composizione la Madonna col bambino, a cui i magi ai lati offrono doni, circondati dalla moltitudine del corteo esotico dei loro accompagnatori. A destra si vede san Giuseppe e dietro il bue, l'asinello e alcuni pastori. In alto vola un angelo che porta l'annuncio della stella cometa. 
L'opera è spesso confrontata con l'Adorazione del Bambino della Sala delle Udienze del Collegio del Cambio a Perugia, opera del Perugino e aiuti, dove è presente una maggiore forza plastica, da alcuni attribuita alla mano del giovane Raffaello. Nell'Adorazione di Città della Pieve invece le figure sono meno salde e la stesura pittorica è più tenera e morbida.